# Iwięcino
Iwięcino (bis 1945 Eventin, bis ins 19. Jahrhundert Ewenthin) ist ein Dorf in der polnischen Woiwodschaft Westpommern. Es gehört heute zur Landgemeinde (Gmina) Sianów (Zanow) im Kreis Koszalin (Köslin).

## Geographische Lage
Der Ort liegt in Hinterpommern, südlich des Buckower Sees (poln. Jezioro Bukowo), etwa 27 Kilometer westsüdwestlich von Sławno (Schlawe) und 16 Kilometer südsüdwestlich von  Darłowo (Rügenwalde),  auf einer Höhe von 15 Metern über dem Meeresspiegel. Das flache Gelände fällt allmählich nach  Norden zum  Buckower See auf etwas über Meereshöhe ab. In den östlich des Dorfes gelegenen Feldern sind einige Hügel, deren höchste Erhebung 28 Meter erreicht. Die Gemarkung des Dorfs wird vom früher so genannten Bordelbach durchflossen, der bei  Wieck (Wiekowice) entspringt und der im Westen und im Süden zum Teil die natürliche Ortsgrenze bildet. Im Norden grenzt das Dorf an den Buckower See.
Nachbargemeinden von Iwięcino sind: im Osten die schon zur Gmina Darłowo (Rügenwalde) gehörende Gemeinde Gleźnowo (Steinort) sowie Bielkowo (Beelkow), im Süden Wierciszewo (Wandhagen) und im Westen Rzepkowo (Repkow). 

## Geschichte

Eventin (Ewentin) nordöstlich der Stadt Köslin und südwestlich der Ostseestadt Rügenwalde auf einer Landkarte von 1910

Der Siedlungsart nach war Eventin   ursprünglich ein Angerdorf. Diese Dorfform ist dadurch gekennzeichnet, dass zahlreiche Einzelhöfe  in der Feldmark liegen. Die meisten Höfe waren in Form von Vierkanthöfen angelegt. Die Gebäude hatten Spitzdächer, die in früheren Zeiten mit Reet vom Buckower See abgedeckt gewesen waren. Später wurden die Reetdächer durch Ziegeldächer ersetzt.
Das bis 1945 Eventin (auch: Eventhin, früher: Geventhin) genannte Dorf gehört zu den ältesten Dorfanlagen der Region. Im Jahre 1278 leisten die Bauern den Zehnten an das Kloster Buckow. Im Jahre 1290 bittet Herzog Mestwin II. von Pommerellen Papst Nikolaus IV. um die Bestätigung der Besitzungen des Klosters, wobei auch die Zehntleistung aus „Geventhin“ erwähnt wird.
Die Reformation von 1535 in Pommern kam nur zögerlich nach Eventin. Die Grundherrin der benachbarten Domäne  Repkow, Katharina von Bulgrin (ihr waren einige Eventiner Bauern dienstpflichtig), besuchte regelmäßig die Eventiner Dorfkirche, blieb aber der vorreformatorischen Lehre vorerst treu. In der Mitte des 16. Jahrhunderts kommt Eventin mit den anderen Abteidörfern des Klosters Buckow zum Rügenwalder Amt.
Um das Jahr 1784 hatte das Dorf einen Prediger, einen Küster, 16 Bauern, einen Pfarrbauernhof, zwei Landkossäten, fünf Büdner, ein Predigerwitwenhaus und einen Hirtenkaten. 1818 lebten hier 304 Menschen. Die Zahl der Einwohner stieg 1887 auf 687 und sank dann aber wieder bis 1939 auf 541 ab.
Um 1935 hatte Eventin unter anderem einen Gasthof, eine Spar- und Darlehnskasse, einen Gemischtwarenladen,  eine Mühle, zwei Schmieden, einen Sattler, zwei Stellmacher, drei Tischler und eine Töpferei.
Im Jahr 1945 war Eventin eine Landgemeinde im Landkreis Schlawe in der preußischen Provinz Pommern des Deutschen Reichs. Eventin war Sitz des Amtsbezirks Eventin.
Am 5. März 1945 besetzte die Rote Armee das Dorf. Im Herbst wurde Eventin von der Sowjetunion der Volksrepublik Polen zur Verwaltung überlassen. Die kommunistische polnische Verwaltungsbehörde begann nun mit der Vertreibung der einheimischen Bevölkerung, die bis 1946 vollzogen war. Für Eventin wurde die polonisierte Ortsbezeichnung  „Iwięcino“ eingeführt. 
Der Ort ist heute Teil der Gmina Sianów im Powiat Koszaliński.

## Demographie
| Jahr | Einwohner | Anmerkungen                                           |
| ---- | --------- | ----------------------------------------------------- |
| 1818 | 304       | Kirchdorf und Windmühle, in königlichem Besitz        |
| 1852 | 574       | [ 4 ]                                                 |
| 1864 | 618       | [ 5 ]                                                 |
| 1867 | 667       | [ 6 ]                                                 |
| 1871 | 610       | ausnahmslos Evangelische                              |
| 1887 | 687       |                                                       |
| 1910 | 618       | am 1. Dezember                                        |
| 1925 | 658       | darunter 657 Evangelische und eine katholische Person |
| 1933 | 548       | [ 10 ]                                                |
| 1939 | 541       | [ 10 ]                                                |

## Amtsbezirk Eventin
Eventin bildete bis 1945 zusammen mit den Gemeinden Abtshagen (heute polnisch: Dobiesław), Beelkow (Bielkowo), Wandhagen (Wierciszewo) und Wieck (Wiekowice) den Amtsbezirk Eventin im Landkreis Schlawe i. Pom. im Regierungsbezirk Köslin.

## Standesamt Eventin
Alle im Amtsbezirk zusammengeschlossenen Gemeinden bis auf Abtshagen gehörten bis 1945 zum Standesamtsbereich Eventin. Noch vorhandene Standesamtsregister aus dieser Zeit werden heute im Standesamt Sianów (Zanow) und im Staatsarchiv Koszalin (Köslin) aufbewahrt.

## Kirche

### Dorfkirche
Die Dorfkirche Eventin ist ein roter Backsteinbau aus gotischer Zeit. Auf einer Anhöhe gelegen, war sie eine der ältesten und schönsten Kirchen des Kreises, die im 14. Jahrhundert vom Kloster Buckow aus angelegt worden war. Das Gotteshaus enthält eine wertvolle Innenausstattung.

Ehemalige evangelische Pfarrkirche Eventin
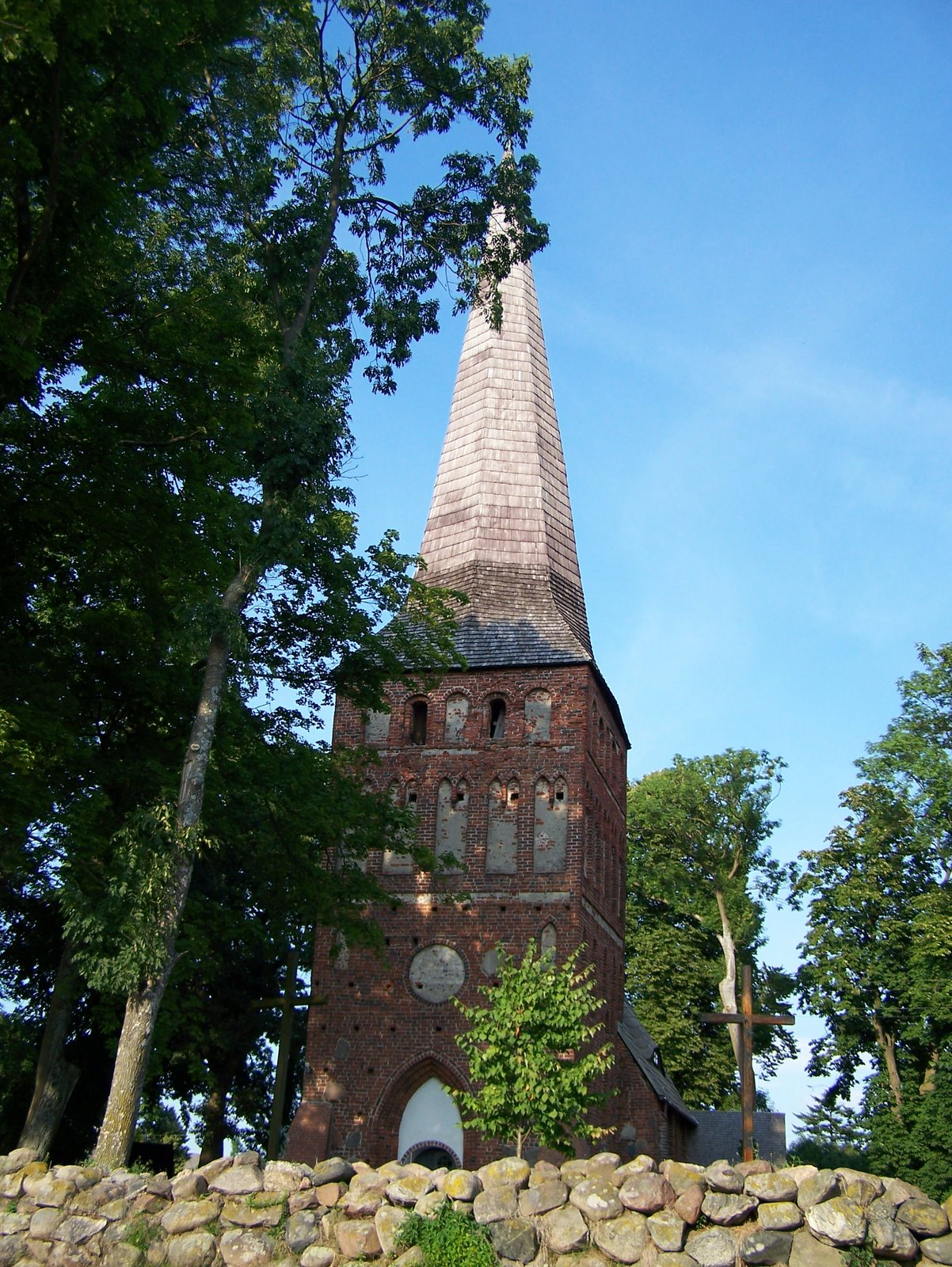
Turm mit Haupteingang an der Westseite (Aufnahme 2008)
Südseite mit Nebeneingang (Aufnahme 2008)
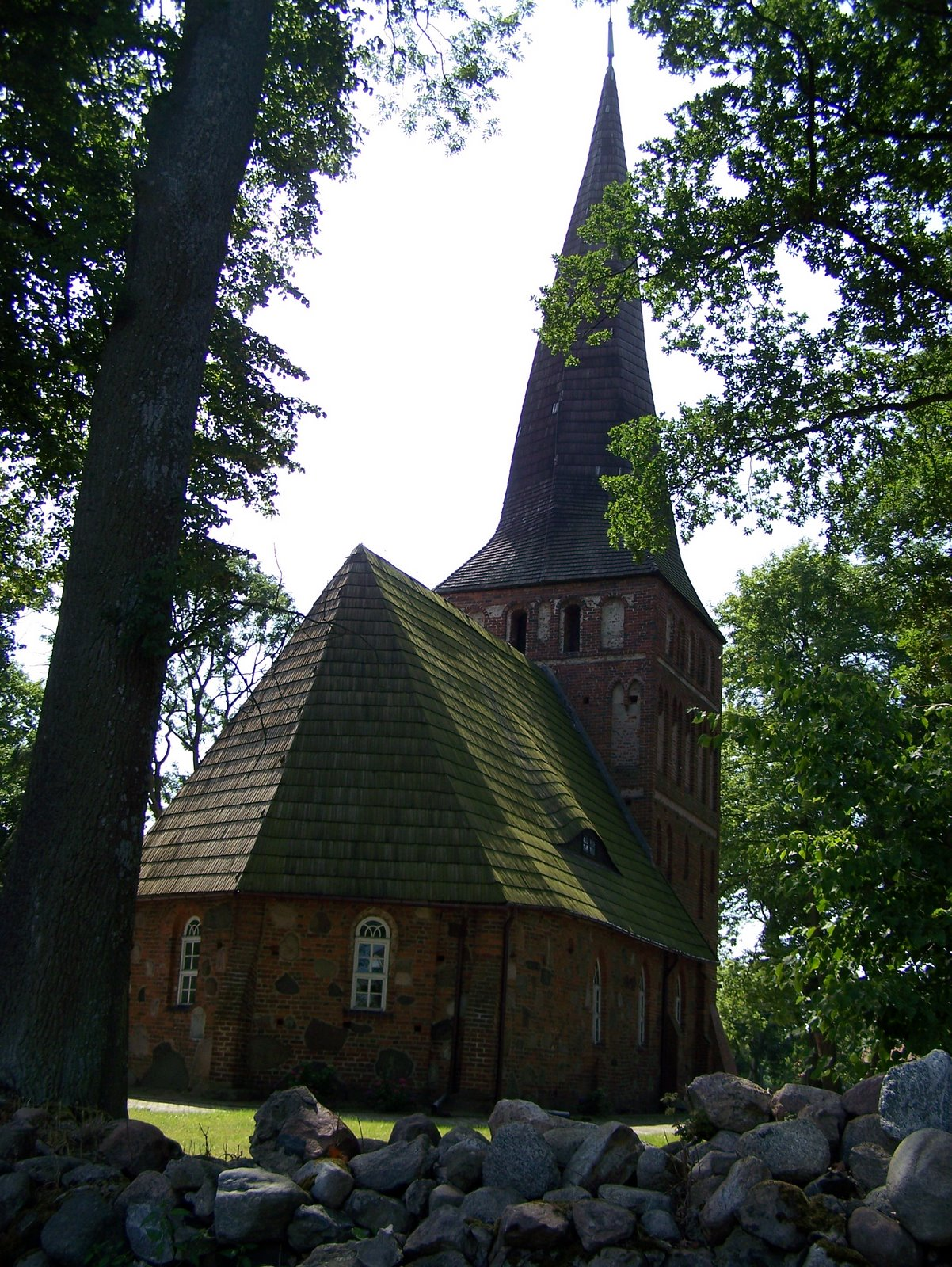
Ostseite (Aufnahme 2008)
Grundriss des Kirchengebäudes

Nach 1945 wurde das Kirchengebäude zugunsten der Römisch-katholischen Kirche in Polen zwangsenteignet.

### Kirchspiel bis 1945
Bis 1945 bildete Eventin mit den Orten Beelkow und Wandhagen  ein selbständiges evangelisches Kirchspiel, dessen Bewohner zu über 99 % evangelischer Konfession waren. Es gehörte zum Kirchenkreis Rügenwalde der Kirchenprovinz Pommern der Kirche der Altpreußischen Union. Der Bestand an Kirchenbüchern reichte bis 1674 zurück.
Das katholische Kirchspiel war in Köslin.

### Kirchspiel seit 1946
Von den nach 1945 zugewanderten katholischen Polen wurde die beschlagnahmte Dorfkirche im Jahre 1946 auf den Namen Kirche der Gottesmutter Königin von Polen umgeweiht.
Heute (2008) ist Iwięcino eine Filialgemeinde im römisch-katholischen Kirchspiel Dobiesław (Abtshagen). 
Die hier lebenden wenigen evangelischen Gemeindeglieder werden vom Pfarramt in Koszalin (Köslin) in der Diözese Pommern-Großpolen der polnischen Evangelisch-Augsburgischen (d. h. lutherischen) Kirche betreut.

### Pfarrer der Kirche 1545 bis 1945
1. 1545–1589 Johannes Becker
2. 1589–1614 Gregor Müller
3. 1614–1630 Christian Müller (Sohn von 2.)
4. 1631–1656 Petrus Betichius (Betcke)
5. 1656–1673 Johann Zeidler
6. 1674–1677 Lukas Vanselow
7. 1679–1718 Jakob Malichius
8. 1719–1738 Nikolaus Ernst Witte
9. 1738–1759 Christian Misch
10. 1760–1766 Johann Friedrich Behmer
11. 1766–1774 Christian Friedrich Misch (Sohn von 9.)
12. 1775–1804 Friedrich Schmidt
13. 1806–1814 Georg Peter Gieseler
14. 1814–1836 Johann Heinrich Blume
15. 1837–1881 Friedrich Wilhelm Mevius
16. 1881–1899 Karl Ernst August Kühl
17. 1899–1927 Christoph Splittgerber
18. 1928–1929 Karl Krüger
19. 1930–1940 Kurt Koschnik
20. 1940–1945 Heinz Puttkammer

## Schule
Bereits im Jahre 1784 gab es in Eventin eine Schule. Mitte des 19. Jahrhunderts wurde an der Stelle des vorigen ein neues Schulhaus errichtet, das zweiklassig und mit Lehrerwohnungen ausgestattet war. Es gab bis 1945 zwei Lehrer, die je etwa 50 Kinder unterrichteten. Die Namen der letzten deutschen Schulmeister sind Herbert Knoop und Georg Geier.

## Verkehr
Das Dorf erreicht man über die  Landstraße 203 die  – auch „Küstenstraße“ genannt – von  Köslin (Koszalin)  über  Rügenwalde (Darłowo) nach  Stolpmünde (Ustka) führt. Bis zur früheren Kreisstadt  Schlawe (Sławno) sind es 30 Kilometer, bis zum jetzigen Kreissitz Koszalin lediglich 18 Kilometer. Bahnstation ist das sieben Kilometer entfernte Skibno (Schübben) an der Bahnstrecke Stargard Szczeciński–Gdańsk.

## Söhne und Töchter des Ortes
- Joachim Puttkammer (* 1942), deutscher Pastor, Theologe und Schriftsteller